# District d'Excideuil
Le district d'Excideuil, ou district d'Exideuil, est une ancienne division administrative française du département de la Dordogne de 1790 à 1795.
Il était composé des cantons de Cubjac, Dussac, Exideuil, Genis, Hautefort, Jumilhac, Orse, Paizac, Savignac et Thiviers.